# Jacques Waardenburg
Jacques Waardenburg, niederländisch Jacobus Diederik Jan Waardenburg, auch J. D. J. Waardenburg, Rufname Jacques Waardenburg (* 15. März 1930 in Haarlem, Niederlande; † 8. April 2015 in Utrecht) war ein niederländischer Religions- und Islamwissenschaftler.

## Biografie
Waardenburg studierte von 1949 bis 1954 Theologie, Phänomenologie und Religionsgeschichte an der Universität von Amsterdam, anschließend Arabisch und Geschichte des Islam in Amsterdam, Leiden und Paris. 1961 promovierte er in Amsterdam über eine Gruppe von westlichen Islamwissenschaftlern. Danach ging er in den Nahen Osten. 1962–1963 war er am Institut für Islamwissenschaften an der McGill University in Montreal tätig. Von 1964 bis 1968 lehrte er Arabisch und Geschichte des Islam an der University of California in Los Angeles, von 1968 bis 1987 Islamwissenschaften und Religionsphänomenologie an der Universität Utrecht und von 1987 bis 1995 Religionswissenschaft in Lausanne. Dort ließ er sich nach seiner Pensionierung nieder. Jacques Waardenburg erhielt Ehrendoktorwürden der Universität Helsinki (1991), der Universität Montreal (2006) und der Friedrich-Schiller-Universität Jena (2009). 
Seine wissenschaftlichen Hauptinteressen waren zum einen das Verhältnis von Christen und Muslimen in Vergangenheit und Gegenwart, und zum anderen methodische und theoretische Fragestellungen in Islam- und Religionswissenschaft.

## Werk
Für die Islamwissenschaft sind vor allem Waardenburgs Werke Islam et sciences des religions (1998) und Muslim-Christian Perceptions of Dialogue Today: Experiences and Expectations (2002) von Bedeutung, für die Religionswissenschaft die zweibändigen Classical Approaches to the study of Religion (1973/74) und Religion und Religionen (1986). Waardenburg war ein scharfer Kritiker der „klassischen Religionsphänomenologie“. Die Aufgabe der Religionswissenschaft reiche über das reine Beschreiben und Auflisten von Tatsachen hinaus. Er entwickelte das Konzept der „Neustil-Phänomenologie“.

## Neustil-Phänomenologie
Waardenburgs Neukonzeption der Religionsphänomenologie, die sogenannte „Neustil-Phänomenologie“, geht im Gegensatz zu älteren religionsphänomenologischen Ansätzen nicht von einem allgemeinen, objektiv gültigen Sinn religiöser Phänomene aus, sondern versucht, die subjektiven Interessen und Intentionen, die mit dem Phänomen verbunden sind, zu analysieren.
Die Konzentration auf die subjektive Bedeutung religiöser und kultureller Phänomene erlaubt es aus Waardenburgs Sicht, die Grenzen zwischen „religiös“ und „nicht religiös“ am Einzelfall zu überprüfen. Ein Tatbestand kann in unterschiedlichen Zusammenhängen jeweils anders aufgefasst werden. Kriterium ist dabei die individuelle Bewertung. Eine so verstandene Religionsphänomenologie sucht nicht mehr nach dem Wesen der Religion oder religiösen Phänomenen jenseits von Zeit und Raum, sondern fragt nach subjektiven Sinndeutungen innerhalb eines gegebenen zeitlichen und räumlichen Kontextes.

## Bibliographie

### Methodologie der Religionswissenschaft & Islamwissenschaft
- Reflections on the Study of Religion (1978)
- Religionen und Religion. Systematische Einführung in die Religionswissenschaft. In: Sammlung Göschen. Band 2228. de Gruyter, Berlin, New York 1986, ISBN 3-11-010324-9.
- Perspektiven der Religionswissenschaft. Echter-Verlag, Würzburg 1993, ISBN 3-429-01513-8 (Religionswissenschaftliche Studien; 25).
- Scholarly approaches to religion, interreligious perceptions and Islam. In: Jean Jacques Waardenburg (Hrsg.): Studia religiosa Helvetica. Band 1. Lang, Bern, Berlin, Frankfurt am Main, New York, Paris, Wien 1995, ISBN 3-906752-93-3.
- Classical approaches to the study of religion. Aims, methods and theories of research. Introduction and anthology. de Gruyter, Berlin, New York 1999, ISBN 3-11-016328-4.

### Islam
- Official and popular religion in Iran. Workshop. History and Politics of Religious Movements in Iran. Berliner Institut für Vergleichende Sozialforschung, Berlin 1980.
- Islamisch-Christliche Beziehungen. Geschichtliche Streifzüge. In: Religionswissenschaftliche Studien. Band 23. Echter, Würzburg 1993, ISBN 3-429-01485-9.
- Islam and Christianity. Mutual perceptions since the mid-20th century. Peeters, Leuven 1998, ISBN 90-429-0004-0.
- Muslim perceptions of other religions. A historical survey. Oxford University Press, New York 1999, ISBN 0-19-510472-2.
- Muslim-Christian perceptions of dialogue today. Experiences and expectations. Peeters, Leuven, Sterling (Virginia) 2000, ISBN 90-429-0874-2.
- Islam. Historical, social, and political perspectives. In: Religion and reason. Band 40. de Gruyter, Berlin, New York 2002, ISBN 3-11-017178-3.
- Muslims and others. Relations in context. In: Religion and reason. Band 41. de Gruyter, Berlin, New York 2003, ISBN 3-11-017627-0.
- Muslims as actors. Islamic meanings and Muslim interpretations in the perspective of the study of religions. In: Religion and reason. Band 46. de Gruyter, Berlin, New York 2007, ISBN 978-3-11-019142-4.

### Weiteres
- L'Islam dans le miroir de l'Occident (The Hague and Paris, 1961, 3rd ed. 1970)
- Les universités dans le monde arabe actuel ( 2 vols., 1966)
- Islam et Occident face à face. Regards de l'histoire des religions (1998)
- Islam et sciences des religions (1998)
- Islam: Norm, ideal and reality (5 editions, 1984-2000)